# Správní obvod obce s rozšířenou působností Roudnice nad Labem
Správní obvod obce s rozšířenou působností Roudnice nad Labem je od 1. ledna 2003 jedním ze tří správních obvodů rozšířené působnosti obcí v okrese Litoměřice v Ústeckém kraji. Čítá 33 obcí.
Město Roudnice nad Labem je zároveň obcí s pověřeným obecním úřadem, přičemž oba správní obvody jsou územně totožné.

## Seznam obcí
Poznámka: Města jsou vyznačena tučně.
- Bechlín
- Brzánky
- Bříza
- Budyně nad Ohří
- Ctiněves
- Černěves
- Černouček
- Dobříň
- Doksany
- Dušníky
- Horní Beřkovice
- Hrobce
- Chodouny
- Kleneč
- Kostomlaty pod Řípem
- Krabčice
- Kyškovice
- Libkovice pod Řípem
- Libotenice
- Martiněves
- Mnetěš
- Mšené-lázně
- Nové Dvory
- Přestavlky
- Račiněves
- Roudnice nad Labem
- Straškov-Vodochody
- Vědomice
- Vražkov
- Vrbice
- Záluží
- Žabovřesky nad Ohří
- Židovice

## Obyvatelstvo
| Rok  | Obyv.  | ± %     |
| ---- | ------ | ------- |
| 1869 | 26 114 | —       |
| 1880 | 29 519 | +13 %   |
| 1890 | 31 092 | +5,3 %  |
| 1900 | 34 272 | +10,2 % |
| 1910 | 38 239 | +11,6 % |

| Rok  | Obyv.  | ± %     |
| ---- | ------ | ------- |
| 1921 | 38 134 | −0,3 %  |
| 1930 | 38 920 | +2,1 %  |
| 1950 | 31 047 | −20,2 % |
| 1961 | 32 627 | +5,1 %  |
| 1970 | 31 474 | −3,5 %  |

| Rok  | Obyv.  | ± %    |
| ---- | ------ | ------ |
| 1980 | 32 448 | +3,1 % |
| 1991 | 30 128 | −7,1 % |
| 2001 | 30 045 | −0,3 % |
| 2011 | 31 986 | +6,5 % |
| 2021 | 32 469 | +1,5 % |